# حيود المسحوق

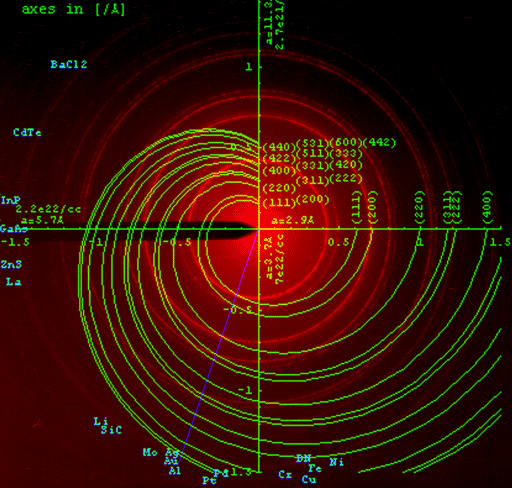
نموذج حيود مسحوق (باللون الأحمر) لطبقة رقيقة من مسحوق الألومنيوم، مع إظهار خطوط حلزونية من البنية المكعبية مركزية الوجوه (باللون الأخضر)، وخط (باللون الأزرق) يظهر التقاطعات التي تحدد أبعاد الشبكة البلورية.

حيود المسحوق هو تقنية علمية يستخدم فيها حيود الأشعة السينية أو النيوترونات أو الإلكترونات على عينات من مساحيق مواد صلبة لتحديد بنيتها البلورية.
تستخدم تقنية حيود المسحوق في العينات التي يصعب فيها الحصول على بلورات منها، أو المواد اللابلورية.

## اقرأ أيضاً
- حيود
- حيود الأشعة السينية
- حيود النيوترونات
- حيود الإلكترونات